# مينه روزنر
مينه روزنر هي كاتبة مذكرات ومؤرخة كندية، ولدت في 8 أكتوبر 1913 في بوتشاتش في أوكرانيا، وتوفيت في 1997.